# Bárbara Mori
 (février 2024).
Si vous disposez d'ouvrages ou d'articles de référence ou si vous connaissez des sites web de qualité traitant du thème abordé ici, merci de compléter l'article en donnant les références utiles à sa vérifiabilité et en les liant à la section « Notes et références ».
Bárbara Mori, de son nom complet Bárbara Mori Ochoa, est une actrice mexicaine de telenovela née le 2 février 1978 à Montevideo, Uruguay.

## Biographie

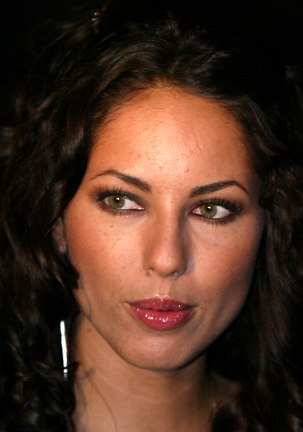
Bárbara Mori le 14 octobre 2006.

Son père est japonais et sa mère mexicaine d'origine libanaise. Après le divorce de ses parents, elle arrive à Mexico à l'âge de 3 ans. Alors qu'elle travaille dans une pizzeria, elle est repérée par un client, le styliste Marcos Toledo, qui lui offre de travailler comme mannequin. Elle a alors 14 ans. Au fil du temps, elle gravit les échelons et ce qui n'était alors qu'une occupation devient son véritable métier. 
En 1997, elle étudie au « Centro de Estudios de Formación Actoral de México » (centre de formation à la profession d'acteur de Mexico). Dans la même année, Bárbara Mori joue dans le feuilleton Al norte del corazón. Elle fait aussi une apparition dans la série Tric Trac.
S'ensuit de nombreuses apparitions dans d'autres feuilletons. Elle joue notamment dans Mirada de mujer au côté d'Angélica Aragon et Fernando Lujan. 
Elle obtient son premier rôle principal avec le feuilleton Azul tequila en 1998. La même année, elle est désignée au Mexique « Révélation de l'année » (pour les telenovelas). Bárbara ne cesse de monter et en 2000, elle tourne dans son premier film Inspiración, une comédie mexicaine. Elle joue également au théâtre dans Vaselina 2001.
C'est en 2004, avec son rôle dans la telenovela Rubí que Bárbara Mori confirme son statut de vedette. Le feuilleton est un succès mondial.
Plus récemment, elle a tourné dans le film La Femme de mon frère (La Mujer de mi hermano).
Côté vie privée, elle a été mariée avec Sergio Mayer, mais ils sont divorcé depuis 2000. Elle accouche en 1998 d’un enfant, Sergio, qui deviendra acteur et le père d'une fille, Mila Mayer Subtil, en 2016.

## Filmographie
- 1997 : Tric Trac (série télévisée)
- 1997 : Mirada de mujer (feuilleton TV) : Mónica San Millán
- 1997 : Al norte del corazón (feuilleton TV)
- 1998 : Azul tequila (feuilleton TV) : Azul Vidal
- 1999 : Me muero por tí (série télévisée) : Santa
- 2001 : Amores querer con alevosía (série télévisée) : Carolina Morales
- 2001 : Inspiración : Alejandra
- 2002 : Súbete a mi moto (série télévisée) : Nelly
- 2003 : Mirada de mujer: El regreso (série télévisée) : Mónica
- 2003 : Amor descarado (série télévisée) : Fernanda Lira
- 2004 : Rubí... La descarada (feuilleton TV) : Rubí
- 2005 : La Femme de mon frère (2005) : Zoe
- 2005 : Pretendiendo : Amanda/Helena
- 2010 : Kites
- 2013 - 2014 : Dos Lunas (2013/2014)
- 2023 : Lost in the Night de Amat Escalante : Carmen Aldama